# Federico Deflorian
Federico Deflorian (* 9. Juni 1921 in Ziano di Fiemme; † 15. Juni 2003 ebenda) war ein italienischer Skilangläufer.
Deflorian belegte bei seiner ersten Teilnahme an Olympischen Winterspielen im Februar 1952 in Oslo den 19. Platz über 18 km und zusammen mit Arrigo Delladio, Nino Anderlini und Vincenzo Perruchon den sechsten Rang in der Staffel. Bei den Nordischen Skiweltmeisterschaften 1954 in Falun lief er auf den 37. Platz über 15 km, auf den 20. Rang über 30 km sowie auf den fünften Platz mit der Staffel und bei den Olympischen Winterspielen 1956 in Cortina d’Ampezzo auf den 17. Platz über 15 km, auf den 13. Rang über 30 km sowie zusammen mit Pompeo Fattor, Ottavio Compagnoni und Innocenzo Chatrian auf den fünften Platz mit der Staffel. Zwei Jahre später kam er bei den Nordischen Skiweltmeisterschaften in Lahti auf den 34. Platz über 30 km, auf den 19. Rang über 50 km und auf den fünften Platz mit der Staffel. Letztmals international startete er bei den Olympischen Winterspielen 1960 in Squaw Valley, wo er den 16. Platz über 50 km errang. Bei italienischen Meisterschaften siegte er fünfmal über 50 km (1953, 1954, 1955, 1956, 1957, 1959), jeweils dreimal über 15 km (1953, 1955, 1956) und 30 km (1953, 1955, 1959) sowie zweimal über 18 km (1949, 1952).